# دليل سفر
يُعرف كتاب الدليل أو دليل السفر بأنه «كتاب يحتوي على معلومات متعلقة بمكان ما، وقد صُمّم ليستخدمه الزُوّار أو السُّيَّاح».

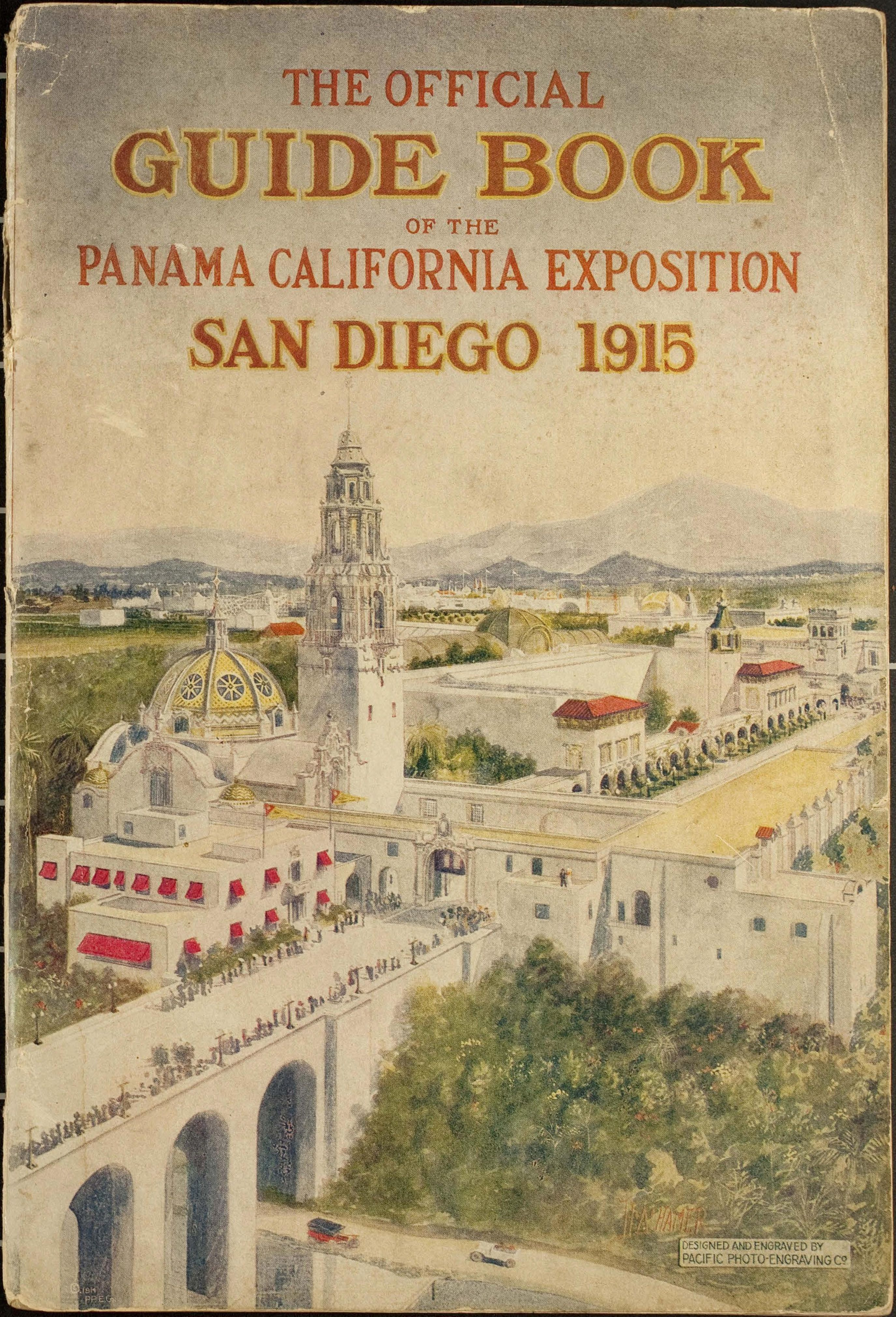
دليل إرشادي لمعرض بنما-كاليفورنيا عام 1915

يتضمن هذا الكتاب عادة معلومات عن المعالم السياحية، وأماكن الإقامة، والمطاعم، ووسائل النقل، والأنشطة، كما يتضمن الكتاب خرائط بتفاصيل متنوعة ومعلومات تاريخية وثقافية، وتوجد أنواع مختلفة من كتب الدليل منها ما يُركز على جوانب السفر المختلفة بدءًا من سفر المغامرة وانتهاءً بسفر الاستجمام، ومنها ما يستهدف فئة معينة من المسافرين بناء على دخل الفرد، ومنها ما يُركّز على الميول الجنسي أو أنواع النظام الغذائي.
كما يُمكن أن يكون دليل السفر على شكل موقع إلكتروني.

## التاريخ

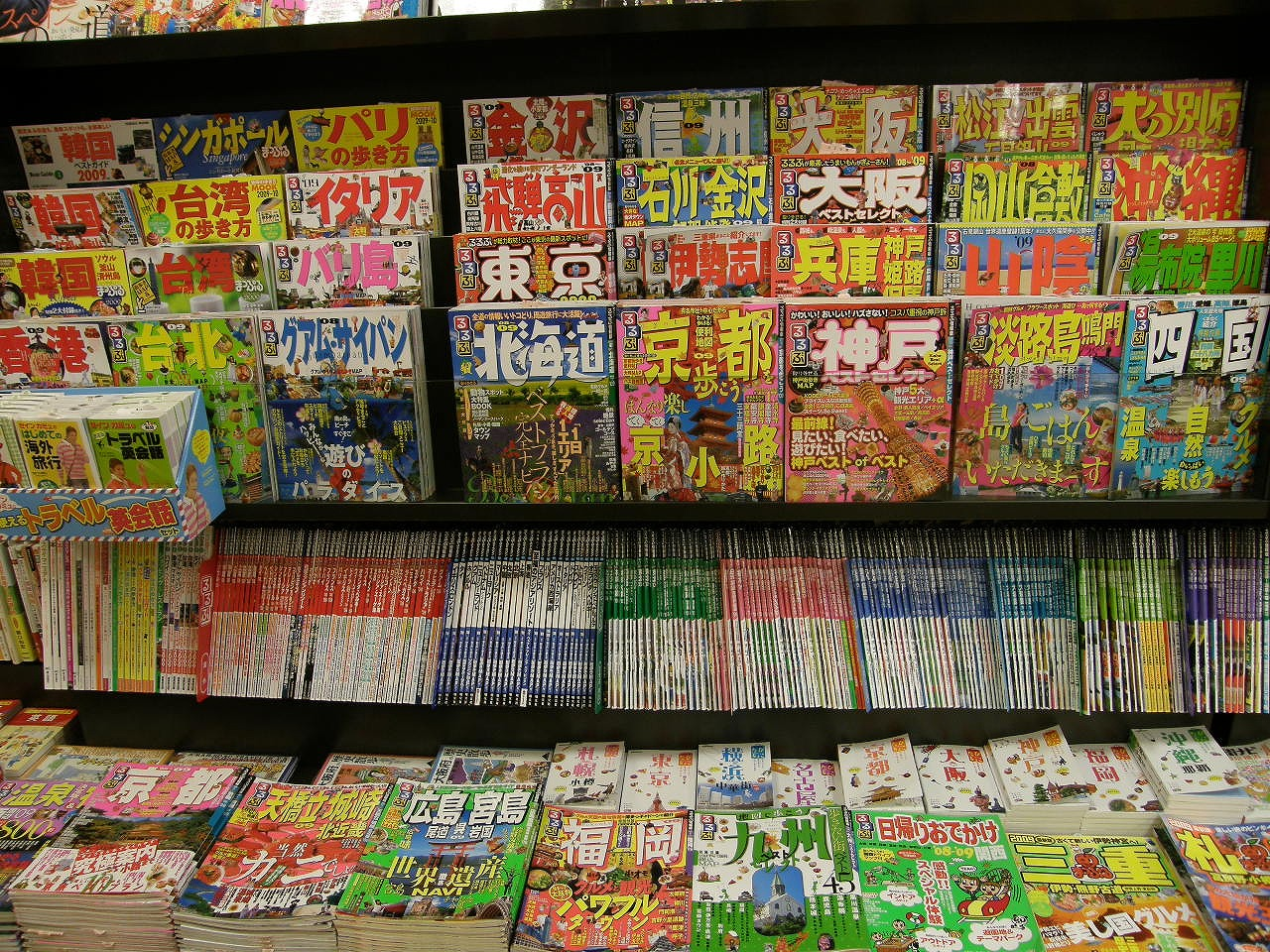
مجموعة من كتب الدليل في اليابان

### العصور القديمة
كان كتاب الدليل الرائد في ذلك الوقت هو دليل الملاحة (والذي يعرف بالفارسية بكتاب الطريق) وهو عبارة عن سجل يُبين خط سير الرحلة من معلم إلى آخر عبر الموانئ على امتداد الساحل، وكان دليل الملاحة مثل دليل ملاحة بحر إريثراي (Erythraean Sea) عبارة عن وثيقة مخطوطة تُدرج الموانئ والمعالم الساحلية بالترتيب مع مسافات تقريبية متداخلة والتي يتوقع القبطان أن يعثر عليها على طول امتداد الشاطئ، وقد كُتِب هذا العمل في منتصف القرن الأول، وكان يخدم الغرض ذاته مع خريطة خط سير الرحلة الرومانية لمحطات الطريق.
وقد كانت الجولات هي النوع الأدبي الراسخ خلال العصر الهلنستي، ويرجع العمل المفقود الذي يصف أولومبيا (من تأليف آغا كليتوس) إلى كلا الفيلسوفين سودس وفوتيوس، وكان الرحّالة ديونيسيوس بيريجيتس مؤلفًا لوصف العالم القابل للحياة في آية السداسية اليونانية المكتوبة بأسلوب منمّق مخصص للمسافرين إلى كليسموس بدلاً من السائح الفعلي على الأرض، ويعتقد أنه عمل في الإسكندرية وازدهر قريبا من فترة حكم الإمبراطور هادريان، وكان Hellados Periegesis دليلاً معروفًا ومثيرًا للإعجاب قديمًا وقد وصف فيه الجغرافي باوسانياس اليونان في القرن الثاني الميلادي، كما يُعتبر هذا العمل الأكثر شهرة دليلاً للأماكن المثيرة للاهتمام، وأعمال الهندسة المعمارية، والنحت، والعادات الغريبة في اليونان القديمة، ولا يزال هذا العمل مُفيدًا حتى الآن للأشخاص الكلاسيكيين، ومع ظهور المسيحية أصبح دليل الحج الديني الأوروبي دليلاً مفيدًا وهو يمثل رواية قديمة عن الحج كتبتها المؤلفة إجيريا وتتحدث فيها عن زيارتها إلى الأراضي المقدسة في القرن الرابع الميلادي وقت تركت مسار الرحلة مفصّلاً.

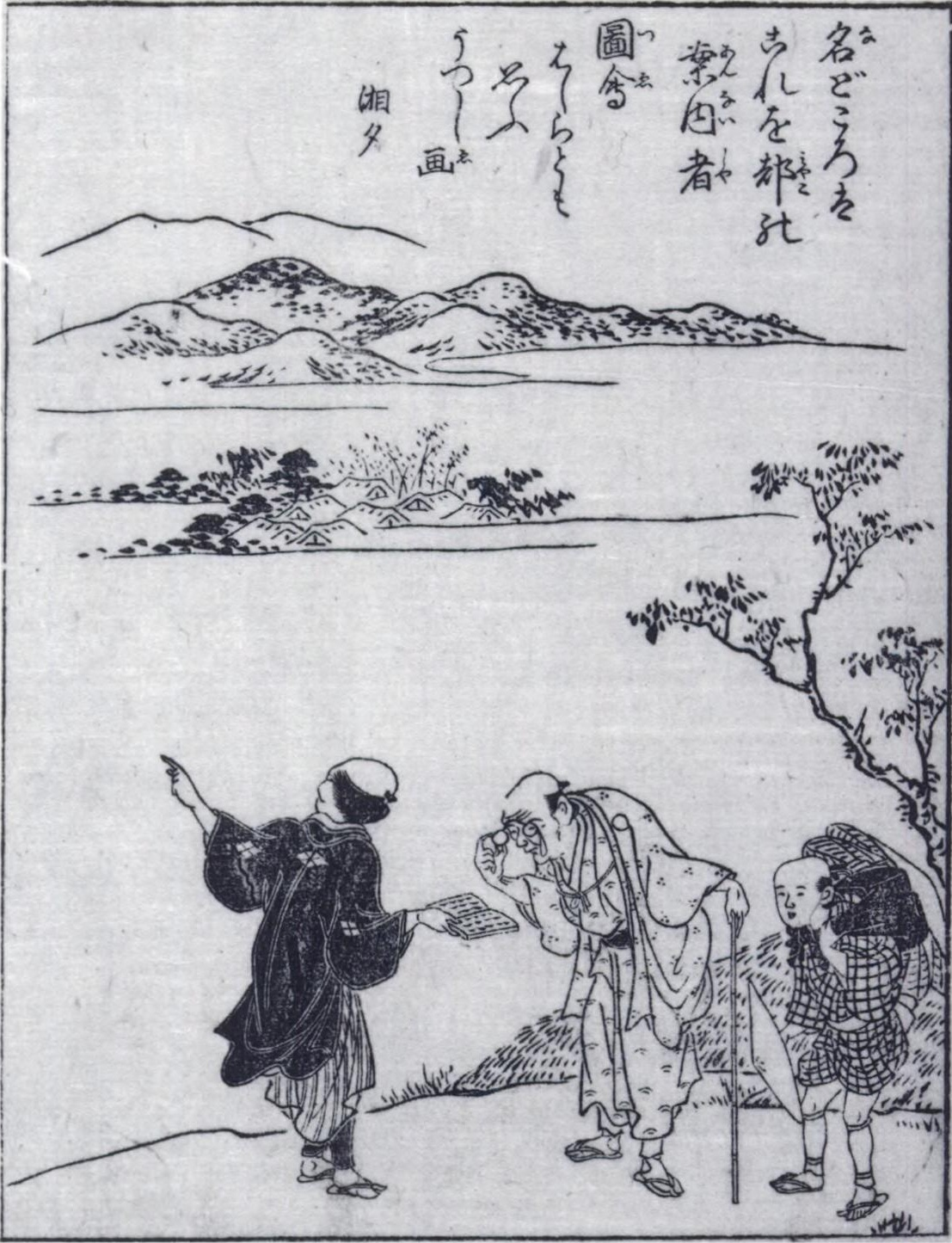
سائح ياباني يستشير مرشد سياحي معه كتيب دليل إرشادي من Akizato

وفي العصر الذهبي للإسلام كتب صيادو الكنوز العربية، والسحرة، والكيميائيون كتب الدليل للمسافرين بحثًا عن القطع الأثرية والكنوز، وكان هذا هو الحال تحديدًا في مصر العربية حيث كان صيّادو الكنز يحرصون على إيجاد القطع الأثرية القديمة والقيّمة، وقد زعمت بعض الكتب أنها مشبعة بالسحر الذي يمكن أن يزيل الحواجز السحرية التي يُعتقد أنها تحمي القطع الأثرية.

### الرحلات
أصبح أدب السفر شائعًا في فترة حكم أسرة سونغ في الصين والتي تعود إلى القرون الوسطى (960-1279)، وقد سُمّي بمنشور سجل السفر وكان يُكتَب غالبًا بأسلوب السرد، والنثر، والمقالة، والمذكّرة، وقد دمج مؤلفو أدب السفر مثل فان تشِنجدا (1126-1193) وشو شياكي (يُعرف أيضًا بجوليان وارد) (1578-1641) عدد كبير من المعلومات الجغرافية والطوبوغرافية (علم التضاريس) في كتاباتهم، بينما قدمت المقالة النهارية (Record of Stone Bell Mountain) والتي كتبها الشاعر السياسي المعروف سو شي (1037-1101) حجة فلسفية وأخلاقية كهدف رئيسي.
أما في الغرب فقد تطور كتاب الدليل من خلال نشر الخبرات الشخصية للأرستقراطيين الذين سافروا خلال أوروبا في الجولة الكبرى كتقدير للفن والعمارة والعصور القديمة فقد أصبحت من أكثر العناصر أهمية في التربية النبيلة لذا فقد كانت كتب الدليل سائدة وخاصة تلك المخصصة لشبه الجزيرة الإيطالية، وقد كتب ريتشارد لاسلس (1603-1668) سلسلة من مخطوطات الأدلة والتي نُشرت تدريجيا في باريس ولندن بعد وفاته كرحلات استكشافية إلى إيطاليا، وقد انتشرت كتب جراند تور الإرشادية في المكتبة طوال القرن الثامن عشر ومنها كتب باتريك بريدون (جولة في سيسلي ومالطا) والتي قرأها الكثير من الأشخاص الذين لم يغادرو إنجلترا من قبل.
كانت المؤلفة ماريانا شتاركه شخصية انتقالية مهمة من الأسلوب الخصوصي لرحلات جراند تور (الجولة الكبرى) إلى دليل أكثر إفادة وغير شخصي، وقد قام دليلها الذي أصدرته عام 1824 للسفر إلى فرنسا وإيطاليا بدور المرافق الأساسي للمسافرين البريطانيين إلى القارة في بدايات القرن التاسع عشر، وقد أدركت أن مع تزايد أعداد البريطانيين الذين يسافرون إلى الخارج بعد عام 1815 فإن معظم قرائها سوف يكونون الآن في مجموعات عائلية وبميزانية محدودة، ولذا فقد شملت وللمرة الأولى عددًا هائلاً من النصائح حول الأمتعة، والحصول على جوازات السفر، والتكلفة المحددة للطعام والسكن في كل مدينة وشملت أيضًا نصائح حول رعاية أفراد الأسرة المعاقين، وقد استحدثت نظام التقييم بعلامات التعجب! وهو ما يُعرف اليوم بتقييم النجوم، وقد كانت كتبها التي نشرها جون موراي بمثابة نموذج للأدلة اللاحقة.
وكان أول دليلين تم نشرهما في الولايات المتحدة الأمريكية هما كتابي The Fashionable Tour للمؤلف Gideon Minor Davison الذي نُشِر عام 1822، وكتاب The Northern Traveller للمؤلف ثيودور دوايت، وكتاب The Northern Tour للمؤلف Henry Gilpin واللذين نُشِرا عام 1852.

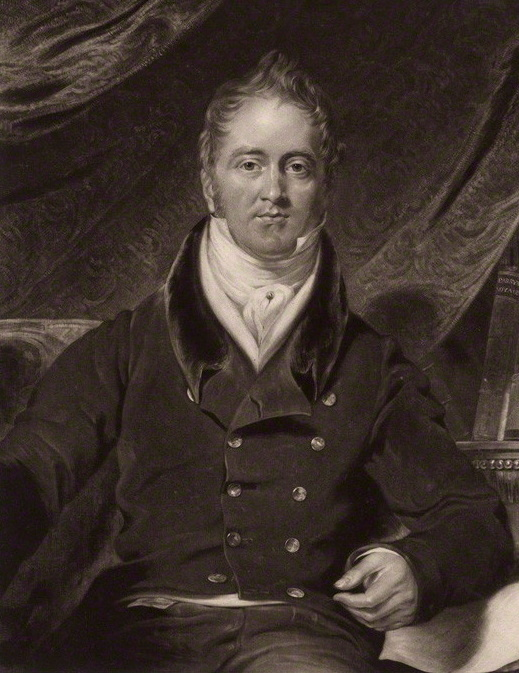
جون موراي

### كتاب الدليل الحديث
ظهر كتاب الدليل الحديث في ثلاثينات القرن التاسع عشر مع الأسواق المزدهرة للسياحة الطويلة، وبدأ الناشر جون موراي بطباعة كتيبات موراي للمسافرين في لندن منذ عام 1836، وغطّت هذه السلسلة الأماكن السياحية في أوروبا، وآسيا، وأفريقيا الشمالية، وقدّم جون موراي مفهوم المعالم التي قام بتقييمها من حيث الأهمية مُستخدمًا النجوم في نظام تقييم نقاط التعجب. وفقًا للباحث جيمس بوزارد فإن أسلوب موراي يجسد التخطيط العقلاني الشامل الذي كان مثالياً تماماً من أجل صناعة السياحة الناشئة كما كان حال المؤسسة التجارية والصناعية البريطانية بشكل عام.
استحوذ كارل باديكير في ألمانيا على دار نشر Franz Friedrich Röhling في مدينة كوبلِنز، والتي نشرت كتيبًا للمسافرين في عام 1828 وقد كتبه البروفيسور Johannes August Klein بعنوان Rheinreise von Mainz bis Cöln; ein Handbuch für Schnellreisende (رحلة نهر الراين من ماينتس إلى كولونيا) وهو كما ذُكر سابقًا عبارة عن كتيب للمسافرين لمساعدتهم أثناء التنقل، وقد نشر هذا الكتاب مع تغييرات بسيطة من أجل السنوات العشر القادمة والتي كانت بمثابة بذور لطريقة باديكير الجديدة لأدلة السفر. بعد وفاة كلاين قرر أن ينشر طبعة جديدة عام 1839 حيث أضاف العديد من أفكاره الخاصة حول ما يعتقده بشأن المعلومات التي يجب أن يُقدِّمها دليل السفر للشخص المسافر، وقد كان هدف باديكير النهائي هو تحرير المسافر من أن يضطر إلى البحث عن المعلومات في أي مكان خارج دليل السفر، سواء كانت المعلومات عن الطرق أو المواصلات أو أماكن الإقامة أو المطاعم أو النصائح أو المعالم السياحية أو المشي أو الأسعار. وقام باديكير بمحاكاة أسلوب كتيبات جون موراي الإرشادية، ولكنه تضمن معلومات مُفصَّلة غير مذكورة سابقًا.

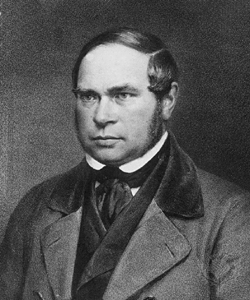
كارل باديكير

وقدّم باديكير في عام 1846 تقييماته النجومية للمعالم والوجهات السياحية وللمساكن أيضًا، مُتَّبِعًا نظام السيدة Starke والسيد موراي، وكانت هذه الطبعة هي الدليل التجريبي الأول له، وقد قرر أيضًا أن يجعل أدلته على شكل كتيبات مُتّبِعًا بذلك أسلوب جون موراي الثالث. كانت أدلة باديكير الأولى مغطّاة بغلاف (tan) ولكن منذ عام 1856 أصبحت أغلفة الكتب الحمراء والحروف المذهّبة سمة مألوفة لكتيبات أدلة باديكير، وأصبح المحتوى مشهورًا بوضوحه وتفاصيله ودقّته.

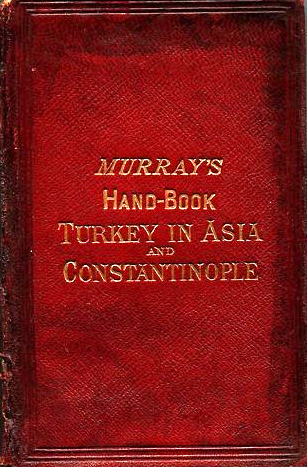
غلاف كتيّب المسافرين في تركيا عام 1871

وقد أنتج كل من باديكير وموراي كتيبات دليل موضوعية وغير شخصية والتي تعمل قبل هذه المعلومات الواقعية المجتمعة وانعكاس الشخصية العاطفية، وقد ساعد توفر كتب باديكير وموراي في صقل وإضفاء الطابع الرسمي على الرحلات الشخصية الكاملة والتي تم تحريرها من العمل كدليل إرشادي، وقد حظيت كتب باديكير وموراي للأدلة السياحية بشعبية كبيرة وكانت موارد قياسية للمسافرين في القرن العشرين، وكما قال ويليام ويتمور ستوري في ستينات القرن التاسع عشر: «كل رجل إنجليزي يعيش في الخارج يحمل معه كتيب موراي للمعلومات، وبايرن للمشاعر، ويكتشف من خلالهما ما يعرفه وما يشعر به في كل خطوة». أثناء الحرب العالمية الأولى غادر محررا عناوين كتب باديكير باللغة الإنجليزية الشركة وامتلكا حقوق كتيبات موراي فتشكّلت كتب الدليل التي تُعرف بكتب الأدلة الزرقاء (Blue Guides) لتمييزها عن كتب باديكير ذات الأغلفة الحمراء والتي تُعتبر سلسلة من كتب الدليل الرئيسية في معظم القرن العشرين ولا تزال منتشرة حتى هذا اليوم.

### فترة ما بعد الحرب العالمية الثانية
بعد نهاية الحرب العالمية الثانية ظهر اسمان جديدان واللذان وحّدا النظرة الأوروبية والأمريكية للسفر الدولي، فقد كتب الكاتب الأمريكي يوجين فودور وهو مؤلف لعدة مقالات في مجال السفر، وُلِد في المجر ثم هاجر إلى أمريكا قبل بداية الحرب، وقد كتب عددًا من الأدلة السياحية والتي تقدم القارة الأوروبية للقُرّاء الإنجليزيين، إضافة إلى ذلك فقد استخدم آرثر فرومر (الجندي الأمريكي الذي رابط في أوروبا أثناء الحرب الكورية) خبرته بالسفر حول القارة كأساس لأوروبا بمعدل 5 دولارات باليوم (1957)، والذي قدّم خيار السفر بالميزانية في أوروبا للقراء. وأصبحت أدلة كلا المؤلفين هي الأسس لسلاسل واسعة، تغطي في نهاية المطاف وجهات في جميع أنحاء العالم بما في ذلك الولايات المتحدة الأمريكية، وفي العقود التالية تم تطوير سلسلة كتب (Let’s go) ودليل لونلي بلانيت (Lonely Planet)، وأدلة (Insight Guides) و (Rough Guides)، وقد تم تطوير مجموعة واسعة من أدلة السفر المماثلة مع تركيز متفاوت.

## دليل الجبال

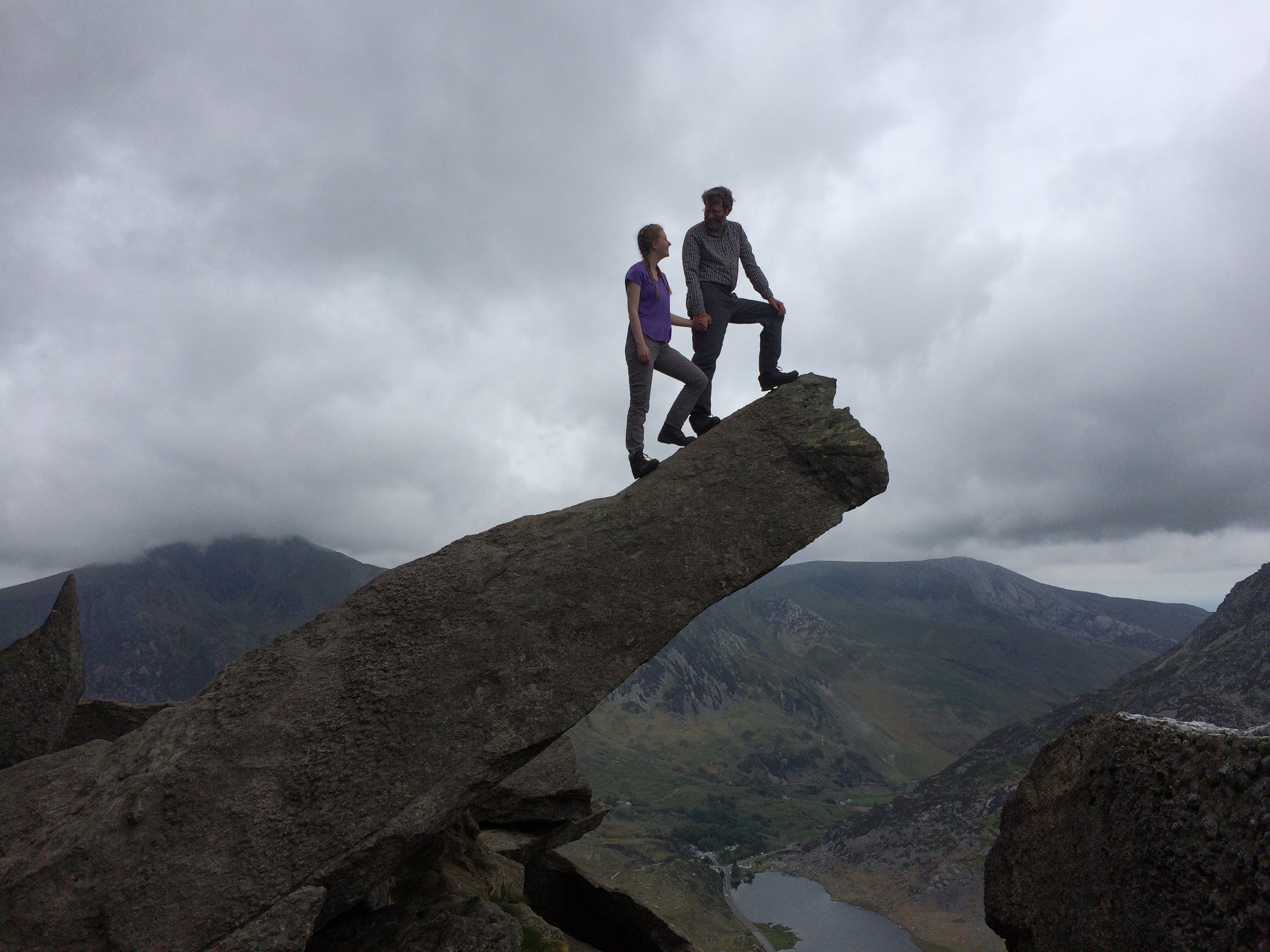
شخص يتسلق الجبال في ويلز

تمتلك كتب الأدلة الخاصة بالجبال تاريخًا طويلاً ويعود ذلك إلى الاحتياجات الخاصة لممارسة الرياضات الجبلية بأنواعها مثل التسلق، والمشي على التلال، والهرولة.
فعلى سبيل المثال تُستخدم أدلة ويليام آرثر بوتشر على نطاق واسع لمناطق التلال في بريطانيا، وهناك العديد من كتب الأدلة الخاصة بمناطق التسلق المتعددة في بريطانيا كالتي نشرها نادي المتسلقين.

## العالم الرقمي
مع ظهور التكنولوجيا الرقمية اتجه العديد من الناشرين إلى التوزيع الإلكتروني إما إضافة إلى المنشورات المطبوعة أو بدلًا منها، والتي قد تأخذ شكل المستندات القابلة للتحميل من أجل قراءتها من جهاز الحاسب المحمول أو الأجهزة المحمولة باليد مثل: المساعد الرقمي الشخصي (PDA) أو الآيبود، أو معلومات على الإنترنت يمكن الوصول إليها من خلال موقع إلكتروني، وقد مكّن هذا ناشري الأدلة السياحية من المحافظة على تحديث معلوماتهم، ومن أمثلة الشركات التي أنتجت كتاب الدليل السياحي التقليدي لونلي بلانيت (وهو أكبر مرجع ودليل للسفر حول العالم)، وفرومرز (سلسلة دليل السفر التي أنشأها آرثر فورمر)، ودليل Rough guide (دليل سياحي بريطاني)، ودليل المدينة في جيبك (ناشر دليل المدينة الأوروبية ومزود المعلومات السياحية عبر الإنترنت)، أما الأدلة الجديدة مثل موقع Schmap الإلكتروني، وموقع Ulysses فتوفر الآن أدلة سفر قابلة للتحميل. كما تُمكِّن أدلة السفر الحديثة الإلكترونية والتفاعلية مثل: تريب أدفايزور، ويكي الرحلات، موقع Travellerspoint المسافرين الأفراد من مشاركة خبراتهم الخاصة والمساهمة بإضافة معلومات إلى الدليل السياحي، كما يسمح كل من موقع ويكي الرحلات، وcityLeaves، وTravellerspoint للمستخدمين بتحديث محتوى الأدلة السياحية وتجعل المعلومات في الأدلة السياحية متاحة كمصدر مفتوح ومجاني للمستخدمين الآخرين.